# Podział terytorialny Darwin
Podział terytorialny Darwin – obszar Darwin, składa się z 4 jednostek samorządowych. Lista zawiera wykaz samorządów (ang. local government area) wchodzących w skład metropolii oraz ich przedmieść i osiedli (ang. suburb). W nawiasach podany jest kod pocztowy. 

## City of Darwin
- Alawa (0810)
- Anula (0812)
- Bagot (0820)
- Bayview (0820)
- Berrimah (0820)
- Brinkin (0810)
- Casuarina (0810)
- Coconut Grove (0810)
- Coonawarra (0820)
- Darwin (0800)
- East Point (0820)
- Fannie Bay (0820)
- The Gardens (0820)
- Hidden Valley (0828)
- Jingili (0810)
- Karama (0812)
- Larrakeyah (0820)
- Leanyer (0810)
- Lee Point (0810)
- Ludmilla (0820)
- Lyons (0810)
- Malak (0812)
- Marrara (0812)
- Millner (0810)
- Moil (0810)
- Nakara (0810)
- The Narrows (0820)
- Nightcliff (0810)
- Parap (0820)
- Rapid Creek (0810)
- Sanderson (0812/0813)
- Stuart Park (0820)
- Tiwi (0810)
- Wagaman (0810)
- Wanguri (0810)
- Winnellie (0820/0822)
- Woolner (0820)
- Wulagi (0812)

## City of Palmerston
- Archer (0830)
- Bakewell (0832)
- Bellamack (0832)
- Durack (0830)
- Driver (0830)
- Farrar (0830)
- Gray (0830)
- Gunn (0832)
- Marlow Lagoon (0830)
- Mitchell (0832)
- Moulden (0830)
- Palmerston City (0830)
- Pinelands (0829)
- Rosebery (0832)
- Woodroffe (0830)
- Yarrawonga (0830)

## Hrabstwo Litchfield
- Acacia Hills
- Bees Creek
- Berry Springs
- Black Jungle
- Blackmore
- Channel Island
- Coolalinga
- Daly River
- Fly Creek
- Girraween
- Gunn Point
- Herbert
- Holtze
- Howard Springs
- Humpty Doo
- Knuckey Lagoon
- Lambells Lagoon
- Livingstone
- Manton
- McMinns Lagoon
- Middle Point
- Murrumujuk
- Noonamah
- Southport
- Tumbling Waters
- Virginia
- Weddell

## Hrabstwo Wagait
- Wagait Beach (0822)
- Mandorah (0822)